# Đội tuyển Fed Cup Barbados
Đội tuyển Fed Cup Barbados đại diện Barbados ở giải đấu quần vợt Fed Cup và được quản lý bởi Hiệp hội Quần vợt Barbados. Đội hiện tại thi đấu ở Nhóm II khu vực châu Mỹ.

## Lịch sử
Barbados tham gia kì Fed Cup đầu tiên vào năm 1993. Thành tích tốt nhất của họ là thứ 5 ở Nhóm II năm 1999.